# Karel Zelenka
Karel Zelenka (* 31. března 1983 Louny) je česko-italský bývalý krasobruslař. Je pětinásobným italským národním šampionem a závodil na Zimních olympijských hrách 2006.

## Osobní život
Zelenka se narodil v roce 1983 v Lounech v Československu. Jeho otec je trenérem krasobruslení. Rodina se přestěhovala do Itálie, když mu bylo šest let. V lednu 2006 obdržel italské občanství.

## Program
| Rok   | Krátký program                              | Volná jízda                        |
| ----- | ------------------------------------------- | ---------------------------------- |
| 04–05 | Quixote by Magnus Fiennes performed by Bond | Lord of the Dance / Ronan Hardiman |
| 05–06 | Romeo and Juliet                            | Alexander, / Vangelis              |
| 06–07 | Blues For Klook / Eddie Louis               | Alexander, / Vangelis              |

## Přehled výsledků
| Sportovní událost           | 99–00 | 00–01 | 01–02 | 02–03 | 03–04 | 04–05 | 05–06 | 06–07 |
| --------------------------- | ----- | ----- | ----- | ----- | ----- | ----- | ----- | ----- |
| Olympijské hry              |       |       |       |       |       |       | 25.   |       |
| Mistrovství světa           |       |       |       | 25.   |       | 20.   | 25.   |       |
| Mistrovství Evropy          |       |       |       | 19.   | 16.   |       | 19.   | 7.    |
| Mistrovství Itálie          | 2.    | 2.    | 2.    | 1.    | 1.    | 1.    | 1.    | 1.    |
| Skate America               |       |       |       |       |       |       |       | 10.   |
| Skate Canada International  |       |       |       |       |       |       | 10.   |       |
| Nebelhorn Trophy            |       |       |       |       |       |       |       | 5.    |
| Karl Schäfer Memorial       |       |       |       |       |       |       |       | 4.    |
| Golden Spin of Zagreb       |       |       |       | 10.   | 4.    |       | 6.    |       |
| Ondřeje Nepela Memorial     |       |       |       |       | 3.    |       |       |       |
| Juniorské mistrovství světa | 19.   | 8.    |       |       |       |       |       |       |
| Junior Grand Prix, Poland   |       |       | 2.    |       |       |       |       |       |
| Junior Grand Prix, Germany  |       | 5.    |       |       |       |       |       |       |